# Gräberfeldplan

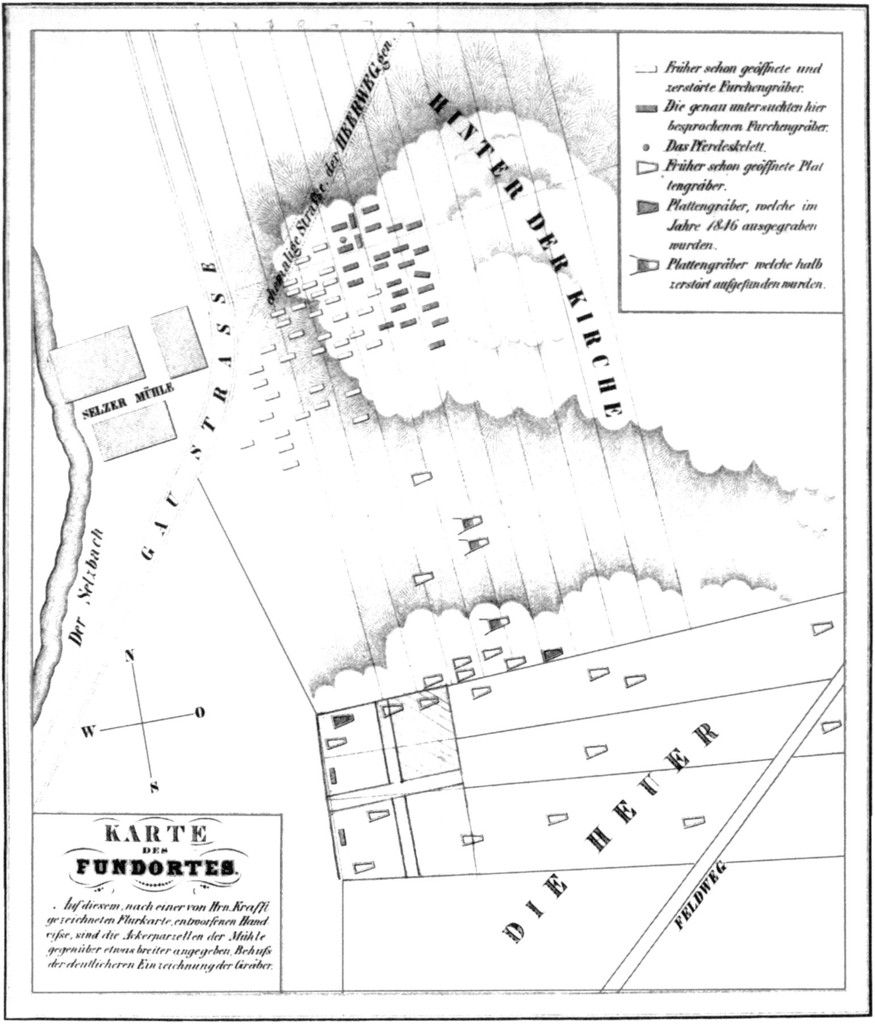
Historischer Plan des merowingerzeitlichen Gräberfeldes von Selzen

Der Gräberfeldplan beinhaltet die Kartierung aller Bestattungen eines Gräberfeldes in der Archäologie. Bei einer systematischen Ausgrabung wird sowohl der Befund jedes einzelnen Grabes dokumentiert wie auch die topographische Situation des Gräberfeldes insgesamt. Jede einzelne Bestattung erhält eine Nummer und ist daher innerhalb des Bereiches eindeutig lokalisierbar. Die Erstellung eines Gräberfeldplanes ist bei modernen Ausgrabungen von Gräberfeldern Standard.
Der Plan ermöglicht in vielen Fällen weiterführende Aussagen über das Gräberfeld. Mit der Kartierung datierter Bestattungen oder chronologisch aussagekräftiger Grabbeigaben lassen sich häufig zeitliche Entwicklungen feststellen (Belegungschronologie). Darüber hinaus lassen sich Verteilungen ganz unterschiedlicher Merkmale überprüfen. Kartierungen von anthropologisch bestimmten bronzezeitlichen Gräbern und geschlechtsspezifischer Beigaben und Grabsitten haben ergeben, dass sich innerhalb einiger Friedhöfe Alters- und Geschlechtergruppen abzeichnen (Nähermemmingen, Donau-Ries-Kreis; Kronwinkel, Kreis Landshut; Singen, Kreis Konstanz). Im abgebildeten Beispiel des Gräberfeldes von Selzen liegen die Erdgräber im Norden, während Plattengräber nur im Süden der Nekropole gefunden worden sind.